# Stanisław de Rosset

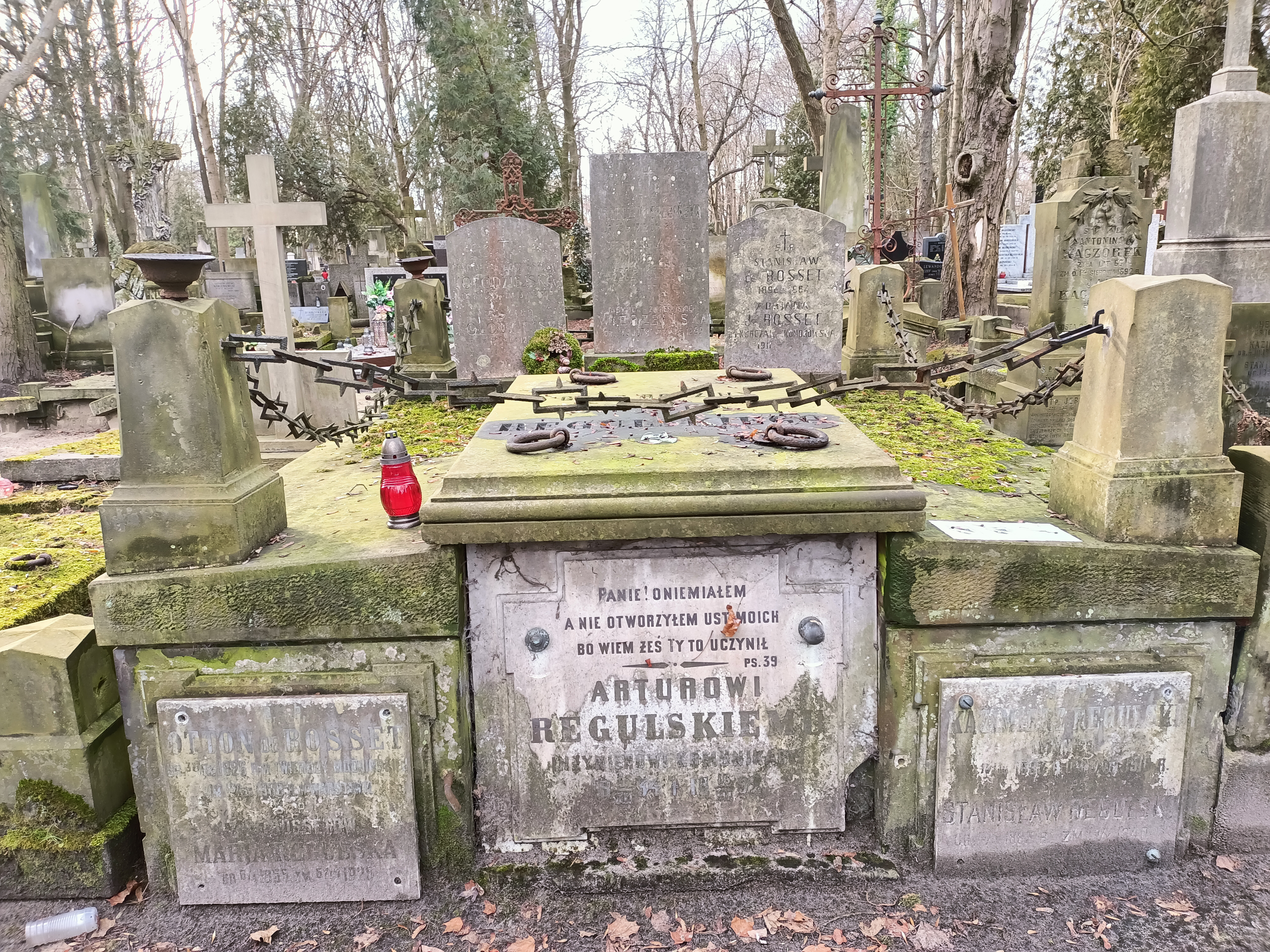
Grób Stanisława de Rosseta na cmentarzu Powązkowskim

Stanisław de Rosset h. wł. (ur. 12 września 1896 w Warszawie, zm. 31 grudnia 1984 tamże) – polski dyplomata.

## Życiorys
Urodził się w rodzinie Aleksandra Henryka de Rosseta i Zofii z Benisławskich h. Pobóg (1868–1935). Brat Bohdana (1894–1936), rotmistrza, oraz Tadeusza i Jana. Od 13 czerwca 1919 pracował w Ministerstwie Spraw Zagranicznych, dochodząc do stanowiska dyrektora departamentu i radcy (1936) oraz kierownika Referatu Bliskiego i Dalekiego Wschodu w Wydziale Wschodnim (1939). Pracował m.in. jako: sekretarz w konsulacie w Jerozolimie (1923–1925), sekretarz poselstwa RP w Ankarze (1926–1929), I sekretarz poselstwa w Atenach (16 kwietnia 1929 – 30 czerwca 1931), chargé d’affaires Republice Chińskiej w Szanghaju (1 października 1939–1942), konsul w Durbanie (listopad 1942 – 31 maja 1944), konsul w Lusace (czerwiec 1944–1945).
Był trzykrotnie żonaty: z Anną Moszyńską (1896–1981), Marią Lesiecką i od 4 lutego 1960 z Adrianną Heleną Karoliną hr. Komorowską h. Korczak (1911–1986). Z pierwszego związku miał syna Bohdana (ur. 1926), z drugiego - córkę Marię.
Pochowany na cmentarzu Powązkowskim w Warszawie (kwatera 183-1-18,19).

## Ordery i odznaczenia
- Srebrny Krzyż Zasługi (12 listopada 1926)[11]
- Medal Dziesięciolecia Odzyskanej Niepodległości[12]
- Srebrny Medal za Długoletnią Służbę[12]
- Brązowy Medal za Długoletnią Służbę[12]
- Krzyż Komandorski Orderu Feniksa (Grecja)[12]